# Lawrence Landweber
Lawrence H. Landweber é um informático estadunidense. É professor emérito da cátedra John P. Morgridge de ciência da computação da Universidade do Wisconsin-Madison.
Obteve o bacharelado em 1963 no Brooklyn College e o Ph.D. na Universidade de Purdue em 1967, com a tese "A design algorithm for sequential machines and definability in monadic second-order arithmetic."
É mais conhecido por fundar o projeto CSNET (Computer Science Network) em 1979, que depois se desenvolveu no National Science Foundation Network (NSFNET). A ele é creditado ter tomado a decisão fundamental de usar o protocolo TCP/IP.

## Publicações
- Brainerd, Walter S. e Lawrence H. Landweber. 'T'heory of Computation. Nova Iorque: Wiley, 1974. ISBN 978-0-471-09585-9.[3][4]

## Prêmios e honrarias
- Presidente, Internet Society [2]
- Fellow, ACM.
- Honorary Doctor of Humane Letters, Brooklyn College, 2009  [5]
- IEEE Award on International Communication, 2005
- Member of the board of  Internet2 (2000–2008)
- Jonathan B. Postel Service Award of the Internet Society, for CSNET, 2009
- In 2012, Landweber was inducted into the Internet Hall of Fame by the Internet Society.[6]